# The guilt
The guilt (La culpa en español) es una telenovela mexicana-estadounidense producida por Fox Broadcasting Company y Televisa, de la mano de Carlos Sotomayor. Es la versión en inglés de la telenovela mexicana La culpa.
La telenovela está basada en la historia original de Nora Alemán y fue protagonizada por Suzanne Davis y Michael Trucco.

## Elenco
- Suzanne Davis .... Hope Cornell
- Michael Trucco .... Michael McKenzie
- Beverly Adams .... Vivian Cornell
- Robert Frank Telfer .... Collin Cornell
- George Hamilton .... Alan Van Buren
- Caitlin O'Donnell .... Lily McKenzie
- Ashley Snyder .... Jan McKenzie
- Paul Michael Robinson .... Carl O'Donnell
- Alec Von Bargen .... Jake Trammel
- Raúl Julia-Levy .... Nadiel Pérez
- Shawn Barber .... Héctor Moretti
- Jacqueline Voltaire .... Sonya
- Roger Nevares .... Picketeer
- Marisa Coughlan .... Kendall Cornell
- Debbie McLeod
- June Chandler
- Cynthia Hunter
- Peter Kenney
- Khotan
- Phil Peters
- Franc Ross
- Anita Sax .... Secretaria
- Anneliza Scott
- Enrique Borja Baena
- Tava Smiley
- James Wellington
- Azela Robinson

## Versiones
- La culpa (1996), telenovela producida por Televisa de la mano de Pinkye Morris y protagonizada por Tiaré Scanda y Raúl Araiza.